# 울프하운드 (2022년 영화)
울프하운드(Wolf Hound)는 미국에서 제작된 마이클 B. 체이트 감독의 2022년 액션 전쟁 영화이다. 제임스 매슬로 등이 주연으로 출연하였다.

## 출연

### 주연
- 제임스 매슬로 : 데이빗 홀든 역
- 트레버 도노반 : 에리히 로스 역